# Ficus hahliana
Ficus hahliana är en mullbärsväxtart som beskrevs av Friedrich Ludwig Diels. Ficus hahliana ingår i släktet fikonsläktet, och familjen mullbärsväxter. Inga underarter finns listade i Catalogue of Life.